# Dridif
Dridif – wieś w Rumunii, w okręgu Braszów, w gminie Voila. W 2011 roku liczyła 400 mieszkańców.